# Grão-Canato de Rus
Grão-Canado de Rus ou Grande Canato de Rus, ainda Caganato Rus (em russo:  Русский каганат), foi uma formação estatal dos Rus que floresceu durante um período pouco documentado da história da Europa Oriental, entre o final do século VIII e o início do século IX. O grão-canato é visto por muitos historiadores como um predecessor da Rússia de Kiev e teria constituído uma confederação de cidades-estado. A população das cidades-estado nessa época era composta por etnias eslava, finlandesa e norueguesa, considerando-se como grupo dominante os Rus.
De acordo com fontes contemporâneas, o monarca ou monarcas das cidades-estado podem ter utilizado o título de grão-cã, originário da língua turcomana antiga. A questão da localização exata das cidades-estado está ainda em aberto.

## Evidência documental

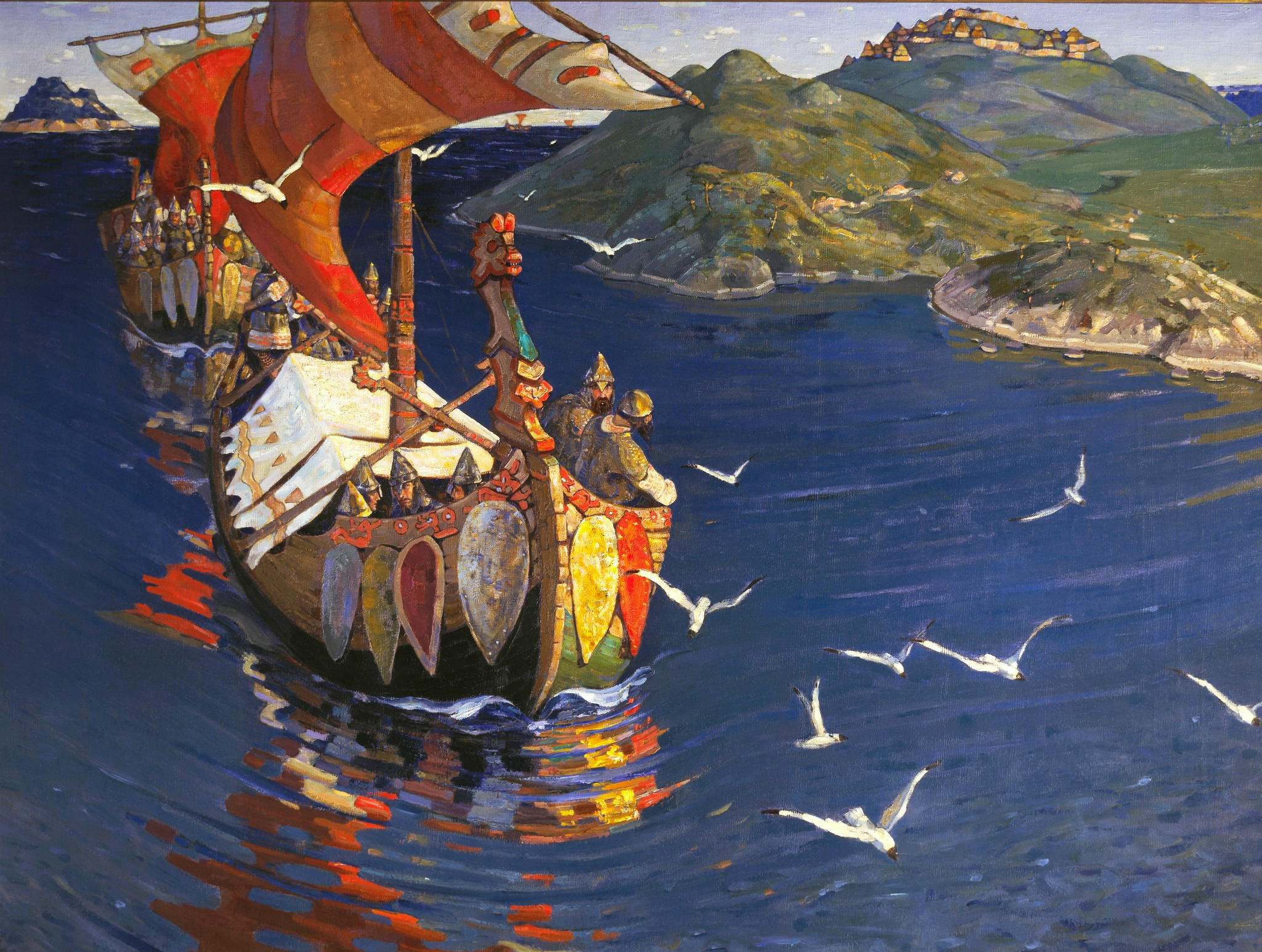
Hóspedes de além-mar, um quadro pintado em 1899 por Nicholas Roerich mostrando as primeiras aventuras varangianas na Rússia

O líder dos Rus é chamado pelo título de "grão-cã" em diversas fontes históricas, na sua maioria, textos estrangeiros do século IX, existindo ainda outras fontes eslavas dos séculos XI e XII.
A mais antiga referência europeia ao grão-canato vem dos Anais de São Bertino, em francônio. Os Anais mencionam um grupo de Viquingues, que se auto-denominavam Rhos (qi se, id est gentem suam, Rhos vocari dicebant) e visitaram Constantinopla por volta do ano 838. Temendo regressar à terra natal pelas estepes, onde estariam vulneráveis a ataques dos magiares, estes Rhos viajaram através da Alemanha acompanhados de embaixadores gregos enviados pelo imperador bizantino Teófilo. Quando questionados pelo imperador franco Luís I, o Piedoso em Ingelheim, eles informaram que o seu líder era conhecido como chacanus (a palavra latina para "grão-cã") e que viviam no norte da Rússia, mas o imperador descobriu que a terra natal dos viajantes era a Suécia (comperit eos gentis esse sueonum).
Trinta anos mais tarde, na primavera de 871, os imperadores do Oriente e do Ocidente, Basílio I e Luís II, disputaram o controle de Bari, que havia sido conquistada conjuntamente aos árabes. O Imperador bizantino enviou uma carta furiosa ao seu homólogo ocidental, repreendendo-o por usurpar o título de Imperador. Ele argumentou que os líderes francos eram simples reges, enquanto o título imperial aplicava-se apenas ao líder supremo dos romanos, ou seja, ao próprio Basílio. Também afirmou que cada nação possuía um título próprio para o seu líder: por exemplo, o título de chaganus aos líderes dos ávaros, cazares (Gazari), e "nórdicos" (Nortmanno). A este argumento, Luís II respondeu que conhecia apenas os grão-cãs ávaros, mas não tinha informações sobre os grão-cãs dos cazares e dos nórdicos. O conteúdo da carta de Basílio, desaparecida no tempo, é reconstruído a partir da resposta de Luís II, reproduzida integralmente na Crônica de Salerno. Isto indica que pelo menos um grupo de escandinavos possuía um líder com o título de "grão-cã".
Amade ibne Rusta, um geógrafo muçulmano da Pérsia, escreveu que o grão-cã dos Rus ("khaqan rus") vivia numa ilha sobre um lago. Constantine Zuckerman comenta que ibne Rusta, utilizando um texto de autoria anônima dos anos 870, tentou organizar com precisão os títulos de todos os governantes descritos pelo seu autor, o que torna a evidência ainda mais preciosa. O geógrafo muçulmano menciona apenas dois grão-cãs em seu tratado — o da Cazária e o dos Rus. Uma outra evidência quase contemporânea aos Rus' vem de Iacubi, que escreveu em 889/890 que montanhistas do Cáucaso, quando sitiados pelos árabes em 854, pediram ajuda aos líderes (saíbe) de Arrum (Bizâncio), Cazária, e al-Saqaliba (eslavos). Hudude Alalam, um texto geográfico de autoria anônima escrito no fim do século X,refere-se ao rei dos Rus como grão-cã. Como o autor desconhecido de Hudude Alalam se baseava em numerosas fontes do século IX, incluindo ibne Cordadebe, é possível que a referência ao grão-cã dos rus' tenha sido copiada de textos mais antigos, pre-ruríquidas, em vez de refletir a realidade da época. Um geógrafo persa do séc. XI, Abuçaíde Gardizi menciona o "grão-cã dos rus" na sua obra Zayn al-Akbar. Como outros geógrafos muçulmanos, Gardizi baseava-se em tradições no datamento do século IX.
Existe uma base sólida para acreditar que o título de "grão-cã" ainda era lembrado pela Rússia de Kiev no período cristão. O metropolita Hilário de Kiev aplicou o título de "grão-cã" a Vladimir I de Kiev e Jaroslau I, o Sábio no exemplar ancestral e ainda sobrevivente, da literatura russa antiga, Slovo o Zakone i Blagodati ("Sermão em Lei e Graça"), escrito por volta de 1050. Numa inscrição na Galeria norte da Catedral de Santa Sofia de Kiev lê-se: "Ó Deus, salve nosso grão-cã", aparentemente em referência a Esvetoslau II de Kiev (1073–1076). Até o final do século XII, o Conto da campanha de Igor menciona de passagem "grão-cã Olegue", tradicionalmente identificado como Olegue I de Czernicóvia.

## Período

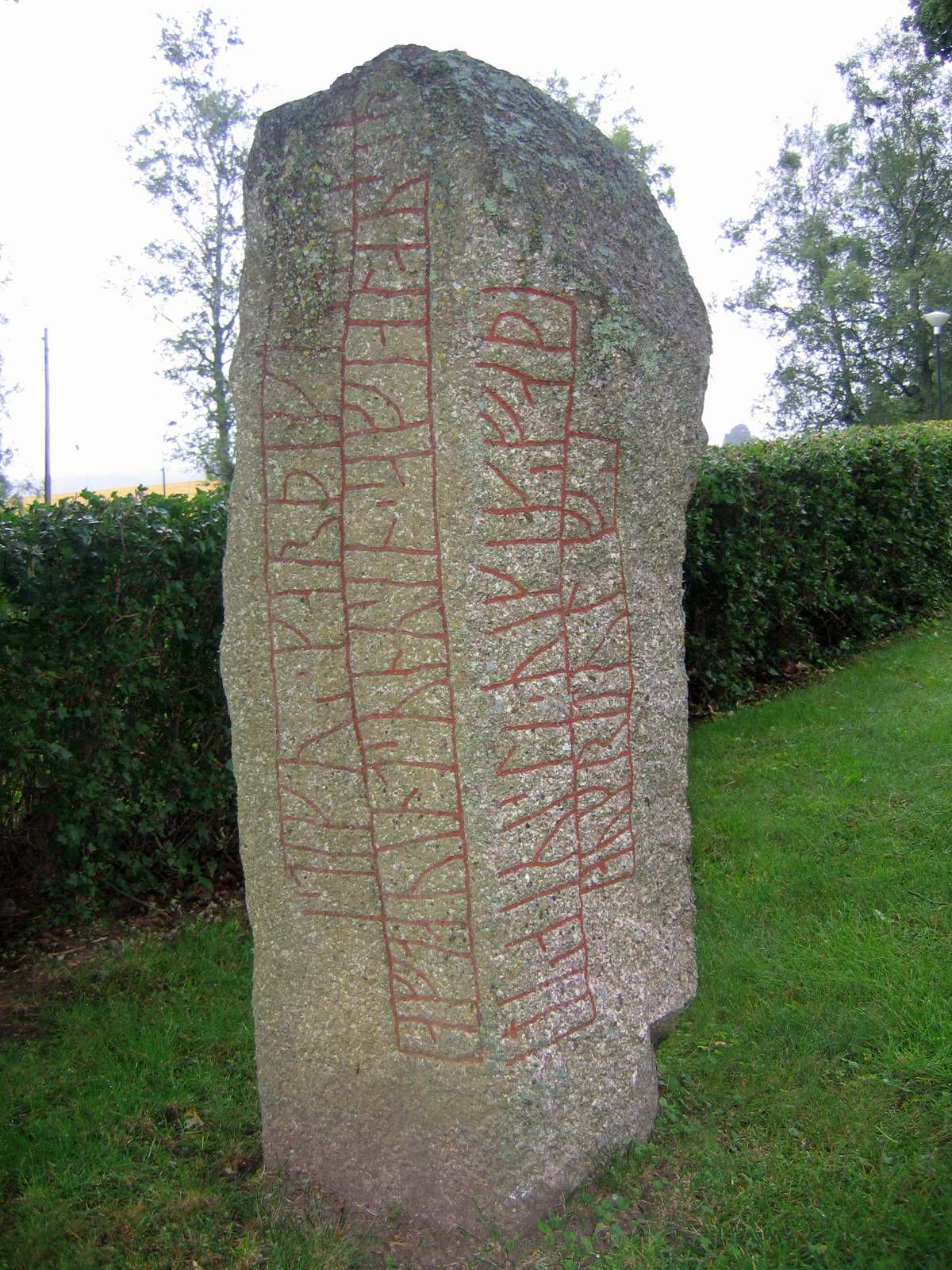
A pedra de Kälvesten data do século IX e é a pedra mais antiga conhecida que fala das expedições ocidentais

Fontes primárias ainda existentes tornam plausível acreditar que o título de grão-cã foi aplicado aos líderes dos Rus durante um curto período, entre a missão a Constantinopla (838) e a carta de Basílio I (871). Todas as fontes bizantinas após Basílio I referem-se aos líderes dos Rus como arcontes. Mais tarde, os autores quievanos mencionados anteriormente parecem ter ressuscitado o termo "grão-cã" mais como alternativa a cnezo do que como um termo político real.
A datação da existência do grão-canato tem sido matéria de debate entre estudiosos e ainda não é precisa. Omeljan Pritsak determina a fundação do grão-canato entre 830–840. Nos anos 1920, o historiador russo Pavel Smirnov sugeriu que o grão-canato dos Rus existiu apenas temporariamente por volta de 830 e foi logo destruído pela migração das tribos confederadas magiares-cabares em direção aos Cárpatos. Independentemente da precisão destas estimativas, não existem fontes primárias que mencionem os Rus ou os seus grão-cãs antes dos anos 830.
O título de grão-cã não é mencionado nos Tratados entre Rus e bizantinos (907, 911, 944), ou em Sobre as Cerimônias, um tratado de cerimoniais que documenta os títulos de líderes estrangeiros quando da recepção a Olga de Kiev na corte de Constantino VII em 945. Além disso, Amade ibne Fadalane, na sua descrição detalhada dos Rus (922), designa o seu líder supremo como maleque ("rei"). A partir desse fato, Peter Golden concluiu, por um argumentum ex silentio, que o grão-canato entrou em colapso entre 871 e 922. Zuckerman argumenta que a ausência da referência ao título de "grão-cã" no tratado de 911 prova que o grão-canato já havia sido dissolvido à época.